# Жилет
„Жилет“ (Gillette) e търговска марка мъжки ножчета за безопасно бръснене. Част от продуктите за лична грижа притежавани от Procter & Gamble. Базирана в Бостън, Масачузетс, САЩ. Това е една от няколко търговски марки, собственост на Gillette Company, водещ световен доставчик, която е придобита през 2005 от P&G.

## История
Gillette Company е основана през 1899 г. в Ню Йорк, САЩ от Кинг Кемп Жилет. Влива се в „Проктър и Гембъл“, Бостън, Масачузетс през 2005 г. Под управлението на Colman M. Mockler като Изпълнителен директор в периода от 1975 до 1991, компанията е изправена пред три опита за изкупуване, от Ronald Perelman и Coniston Partners. На 1 октомври 2005, Procter & Gamble финализира сливането с the Gillette Company. В резултат на сливането, the Gillette Company престава да съществува. Сливането създава най-големият в света производител на стоки за персонална грижа и стоки за домакинството. Освен Gillette, Procter & Gamble придобива и дъщерните компании на Жилет: Braun, Duracell и Oral-B. Корпоративният слоган на компанията е The Best a Man Can Get – „Най-доброто за един мъж“.

## Продукти
Отначало компанията се занимава с производство на бръснарски ножчета. Произвежда първата самобръсначка с 2 остриета (модел „Трак 2“). Други самобръсначки на „Жилет“ са Gillette blue 3 и Gillette fusion power.
Произвежда също гелове за бръснене и дезодоранти.
- Самобръсначката Gillette Mach 3 Turbo
- Стара самобръсначка Gillette